# Thalera magnata
Thalera magnata är en fjärilsart som beskrevs av Fuchs 1903. Thalera magnata ingår i släktet Thalera och familjen mätare. Inga underarter finns listade i Catalogue of Life.